# Noel Buck
Noel Buck (Arlington, 2005. április 5. –) angol korosztályos válogatott labdarúgó, az amerikai San Jose Earthquakes középpályása.

## Pályafutása

### Klubcsapatokban
Buck a Massachusetts állambeli Arlington városában született. Az ifjúsági pályafutását a New England Revolution akadémiájánál kezdte.
2022-ben mutatkozott be a New England Revolution észak-amerikai első osztályban szereplő felnőtt keretében. Először a 2022. augusztus 14-ei, DC United ellen 1–0-ra megnyert mérkőzés 63. percében, Damian Rivera cseréjeként lépett pályára. Első gólját 2022. szeptember 5-én, a New York City ellen hazai pályán 3–0-ás győzelemmel zárult találkozón szerezte meg. A 2024–25-ös szezon első felében az angol Southamptonnál szerepelt kölcsönben, ám pályára egyszer sem lépett a klub színeiben. 2025. április 23-án a San Jose Earthquakes-hez igazolt.

### A válogatottban
Buck az U19-es és az U20-as korosztályú válogatottakban képviselte Angliát.

## Statisztikák
2023. április 2. szerint
| Klub                   | Szezon   | Osztály  | Bajnokság | Bajnokság | Kupa  | Kupa | Nemzetközi | Nemzetközi | Összesen | Összesen |
| Klub                   | Szezon   | Osztály  | Meccs     | Gól       | Meccs | Gól  | Meccs      | Gól        | Meccs    | Gól      |
| ---------------------- | -------- | -------- | --------- | --------- | ----- | ---- | ---------- | ---------- | -------- | -------- |
| New England Revolution | 2022     | MLS      | 7         | 1         | 0     | 0    | —          | —          | 7        | 1        |
| New England Revolution | 2023     | MLS      | 6         | 1         | 0     | 0    | —          | —          | 6        | 1        |
| Összesen               | Összesen | Összesen | 13        | 2         | 0     | 0    | 0          | 0          | 13       | 2        |